# Elpoca Mountain
Elpoca Mountain är ett berg i Kanada.   Det ligger i provinsen Alberta, i den centrala delen av landet, 2 900 km väster om huvudstaden Ottawa. Toppen på Elpoca Mountain är 2 407 meter över havet.
Terrängen runt Elpoca Mountain är huvudsakligen kuperad, men åt nordväst är den bergig. Trakten runt Elpoca Mountain är nära nog obefolkad, med mindre än två invånare per kvadratkilometer.. Det finns inga samhällen i närheten. 
I omgivningarna runt Elpoca Mountain växer i huvudsak barrskog.